# Kvarntjärnen (Lycksele socken, Lappland, 717874-162059)
Kvarntjärnen är en sjö i Lycksele kommun i Lappland och ingår i Umeälvens huvudavrinningsområde. Sjön har en area på 0,0865 kvadratkilometer och ligger 291 meter över havet.

## Delavrinningsområde
Kvarntjärnen ingår i det delavrinningsområde (717774-162300) som SMHI kallar för Rinner till Bålforsens Dämningsomr. Medelhöjden är 312 meter över havet och ytan är 27 kvadratkilometer. Det finns inga avrinningsområden uppströms utan avrinningsområdet är högsta punkten. Avrinningsområdets utflöde Umeälven mynnar i havet. Avrinningsområdet består mestadels av skog (89 procent). Avrinningsområdet har 0,15 kvadratkilometer vattenytor vilket ger det en sjöprocent på 0,6 procent.